# モイセス・ガルシア
モイセス・ガルシア・レオン（Moisés García León, 1971年7月10日 - ）は、スペイン・アンダルシア州セビリア出身の元サッカー選手。ポジションはFW。

## 経歴
1988-89シーズン、レアル・サラゴサからデビューした。このシーズンはこの1試合2分間だけの出場だった。その後はBチームでの出場が続いたが、1991-92シーズンに初得点した。1993-94シーズンにはコパ・デル・レイを制した。1994年、セグンダ・ディビシオンのCAオサスナに移籍した。1996年にはセグンダのCDレガネスに在籍したが、前半戦だけで13得点したため、冬の移籍期間にプリメーラ・ディビシオンのセルタ・デ・ビーゴに引き抜かれた。1998年にはプリメーラに初昇格したビジャレアルCFに移籍し、33試合で7得点したが、1シーズンでセグンダに降格した。1999-2000シーズンはセグンダで17得点し、1シーズンでの再昇格に貢献した。2000-01シーズンにはセビージャFCに移籍した。2001-02シーズンの13得点は、彼のプリメーラでの最高成績である。2003年1月にコルドバCFに移籍してからは、ずっとセグンダでのプレーが続いている。エルチェCFとエルクレスCFに在籍した4シーズンは計49得点した。2007-08シーズンはポリ・エヒドでセグンダ・ディビシオンB降格を経験した。

## 家族
レアル・ソシエダに在籍するヘラルド・ガルシア・レオンはモイセスの弟である。CDログロニェスのエドゥ・ガルシアもまたモイセスの弟である。